# 法兰西岛大区快铁
法兰西岛大区快铁（簡寫為），简称大区快铁，是位於法國法蘭西島大區的通勤铁路網絡，貫通巴黎及鄰近地區。目前共有5條路線（ 和 ），线路总长度587公里，其中76.5公里位于地下，共计257个车站，其中33个位于巴黎市区（换乘站每条线路算1个），平均日客流量达270万人。
法兰西岛大区快铁是一個混合型系統，結集現代城市中心地鐵以及固有地區鐵路的特徵。在巴黎市內，法兰西岛大区快铁多處車站可與巴黎地鐵轉乘。法兰西岛大区快铁於市中心地底路段的土木工程於1962年至1977年之間進行，而此路段的車站也異常的寬敞。由于历史原因，法兰西岛大区快铁的路線分由兩家機構管理： 的A1、A2和A4支線，  在巴黎北站以南由巴黎大眾運輸公司（RATP）營運（此機構亦同時管理巴黎地鐵系統）；其餘的則由法國國家鐵路公司（SNCF）管理。 法兰西岛大区快铁於2004年的載客人次達78.29 億。

## 歷史

### 起源

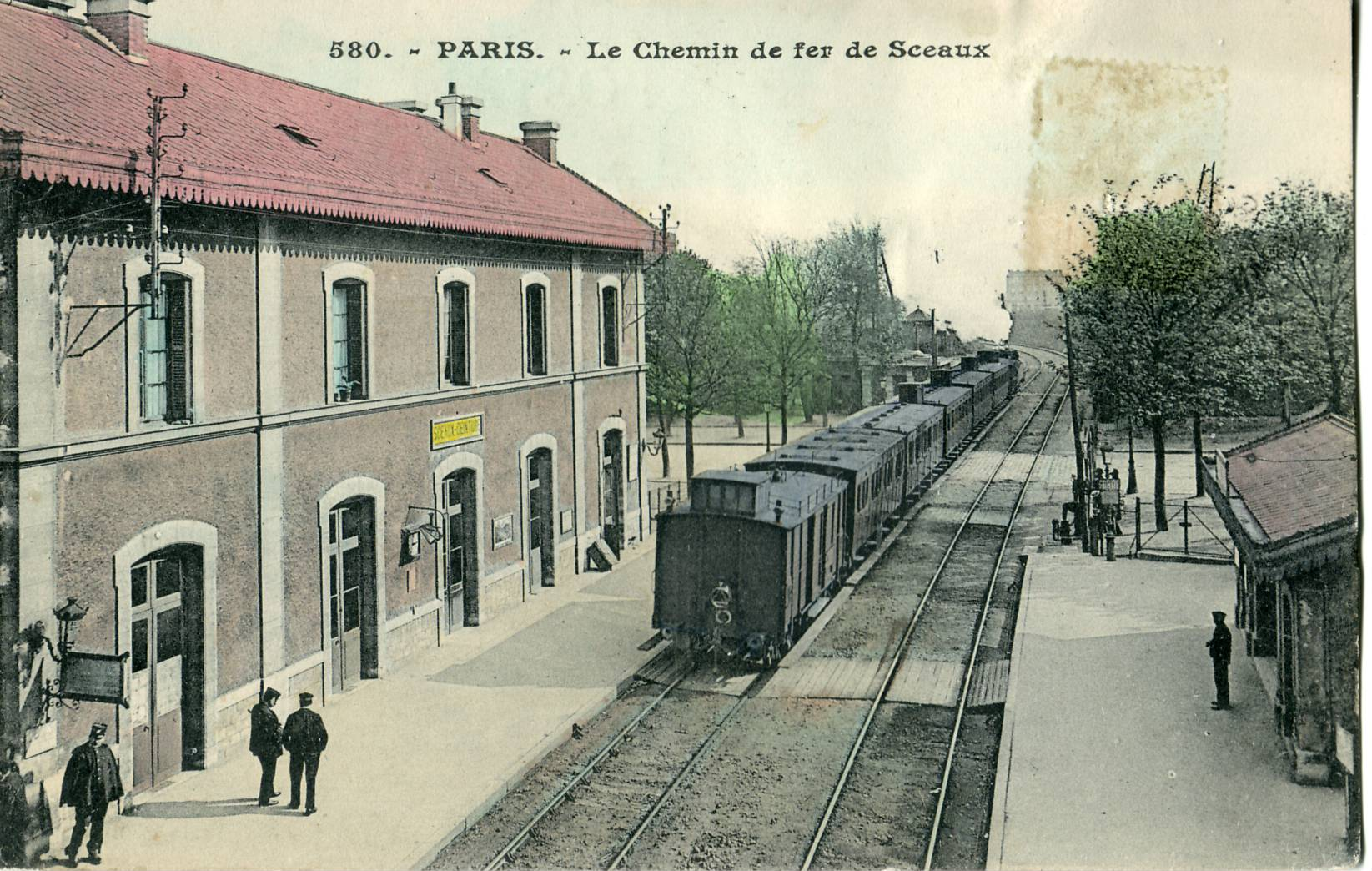
先前的国玺线，后来成为大区快铁B线的一部分

區鐵的起源可以追溯至1936年，由巴黎城铁公司（Compagnie du chemin de fer métropolitain de Paris，CMP） 兩位工程師 — 亨利·吕尔曼（Henri Ruhlmann） 和马克·朗之万（Marc Langewin） 籌備的特快地鐵計劃。计划的第一步是把行走南部郊区的国玺线（Ligne de Sceaux） 进行现代化改造，并准备与国家铁路公司的线路进行对接，但因二战爆发而推迟。

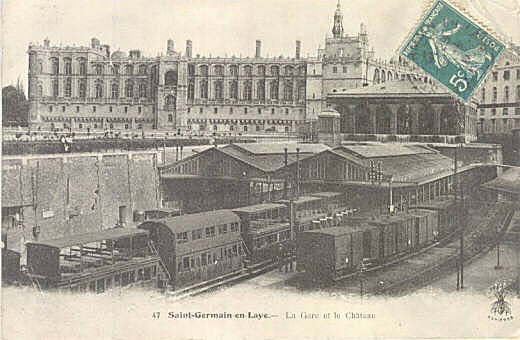
先前的圣日耳曼线，后来成为大区快铁A线的一部分

二戰後，由CMP转变而来的RATP於1950年代恢復計劃。而經過1960年一次跨部門會議後，當局決定优先興建東西路綫。這條路綫的經營權批予RATP，而本來由SNCF營運的西部圣日耳曼线（Ligne Paris - Saint-Germain-en-Laye）和東部文森线（Ligne de Vincennes）路綫則轉交RATP。

### 路网规划
1965年，法兰西岛规划办提出了修建三条快铁主线的规划方案。
- 东西线：西段为圣日耳曼线，并且和巴黎-勒阿弗尔线（法语：Ligne Paris - Le Havre）相通，在楠泰尔（Nanterre） 接上新修铁路，经拉德芳斯（La Défense）、凯旋门、奥贝（Auber）、夏特雷（Châtelet）、里昂车站，然后分成两个支線，一个接上东段的文森线，一个接上马恩河谷的城市优先发展区（ZUP）。 后来成为A线。
- 南北线：共有两条。 一条从圣德尼（Saint-Denis） 经朗吉（Rungis） 到埃夫里（Évry），在巴黎将贯通巴黎北站,巴黎东站，里昂车站和奥斯特里茨车站，并且在北部还将分出支線连接戴高乐机场和蒙莫朗西谷（Vallée de Montmorency）。 另一条则从瓦兹河谷省（Val-d'Oise） 行政中心出发，绕经巴黎西北部，南下至圣拉扎尔车站，之后经荣军院（Invalides）,蒙帕纳斯车站，最后到达马西巴雷索（Massy - Palaiseau）。

此外，国玺线亦将向北延长和其他快铁相交。
这样，RER初期被規劃為一個呈「工」字狀的捷運網絡，除一條東西綫外另設兩條南北綫。但后来经过大幅修改，仅有东西线（即未来的）保留，国玺线向北延伸后，成为后来唯一的一條南北綫橫越塞納河兩岸。 经过圣拉扎尔和蒙帕纳斯的路线最终被地铁13号线所取代，而13号线经过伸延後亦發揮相似效用，另一条新规划的切向线，即也跨越塞納河，但是繞了遠路。

### 一期路网（A线和B线）
在市中心的地底路段則在1969年至1977年間分站開放。第一期工程範圍包含七個新車站，各个車站全置於地底且空間廣闊。

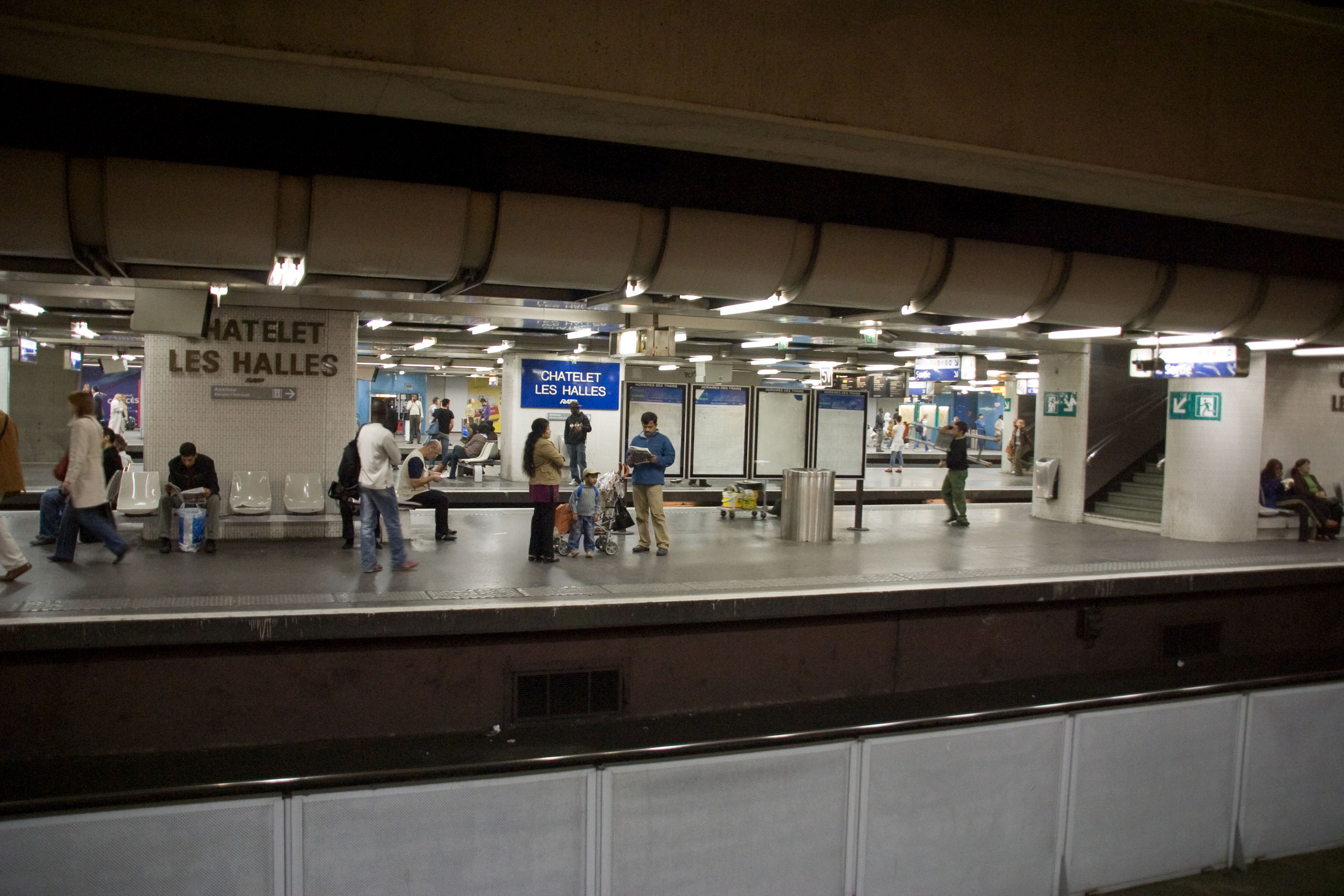
沙特雷-大堂站

工程正式於1961年7月6日展開。由於巴黎西部的拉德芳斯商業區發展迅速，當局決定先開通東西綫的西部路段。工程耗資龐大，并且进展比东部缓慢, 结果第一個新車站—位于东部的民族广场站（Nation） 在1969年12月12日率先启用，成為東部路段的臨時終點站；系統亦同時定名為RER（之前称为“区域地铁”，Métro Régional）。數星期後，往來凯旋门和拉德芳斯的西部路段亦落成啓用。西部路段於往後數年逐步向東（至奥贝站） 及西（至圣日耳曼） 延伸。
隨著連接民族广场和奥贝站的路段，以及位於市中心的沙特雷-大堂站（Châtelet - Les Halles） 樞紐相繼落成，東西兩綫於1977年12月9日合二為一，並定名為线。南部的國璽线亦同時由盧森堡站向北伸延至沙特雷-大堂與交匯，並定名為线。

### 路网的延伸

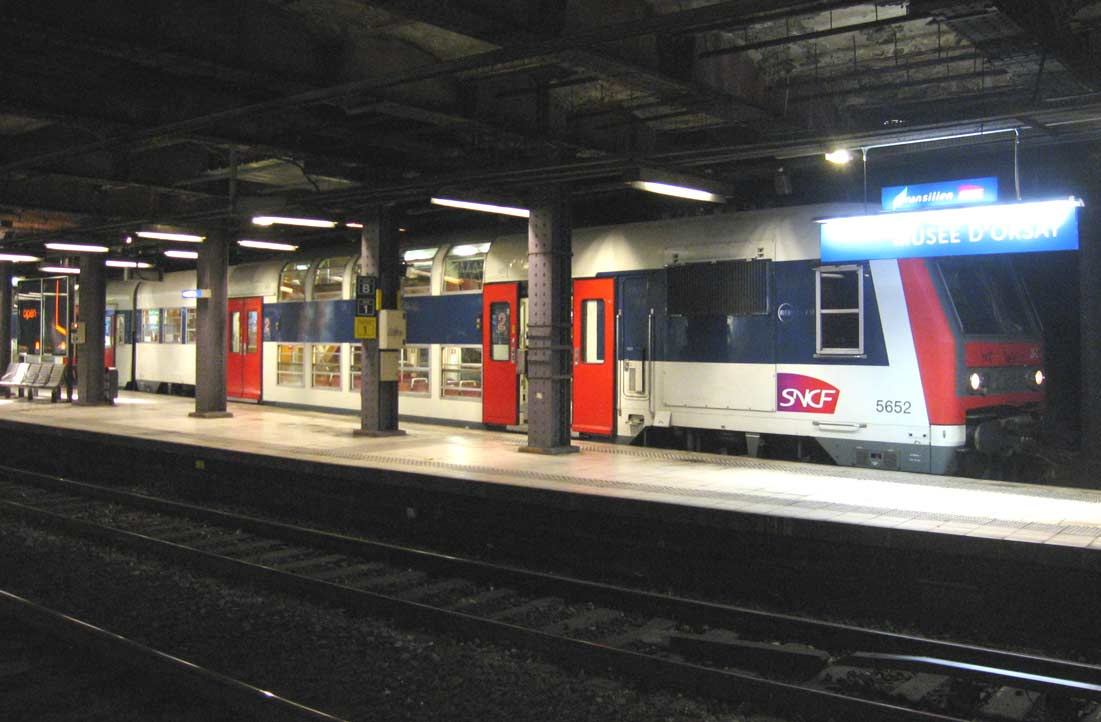
奥赛博物馆车站

第二期工程於1970年代末開始進行。SNCF奪得路綫經營權；這些路綫便是現在的，和。大量位於市郊的远郊铁路路段撥歸RER網絡，全新興建的車站則只有四個。而和亦同时开始各自的扩展和延伸计划。这些工程分下列數階段完成：
- 緊靠塞納河左岸的於1979年開通，榮軍院與奧賽博物館間以明挖回填式隧道連接，凡尔赛铁路网和奥尔良铁路网从此被接通。1980年5月，线路延伸到圣康坦伊夫林（法语：Gare de Saint-Quentin-en-Yvelines - Montigny-le-Bretonneux）（Saint-Quentin-en-Yvelines）。1988年，C线又开通了VMI支线（Ligne Vallée de Montmorency - Invalides），连接巴黎西北郊区和市中心。1992年，于维西（Juvisy） 和凡尔赛之间的铁路也被并入C线，至此C线成为所有快铁中路网最复杂的一条线路。

- 在通车当日，就已新辟一条支線前往东部马恩河谷附近的诺瓦西东岭（Noisy-le-Grand - Mont d'Est）。1980年，该支線延长到托尔西（Torcy）。1992年，又延长到谢尔西（Marne-la-Vallée - Chessy）。而该线路西段也不断拓展，1988年，塞尔吉支線（Cergy）併入。1989年，普瓦西支線（Poissy） 亦併入。

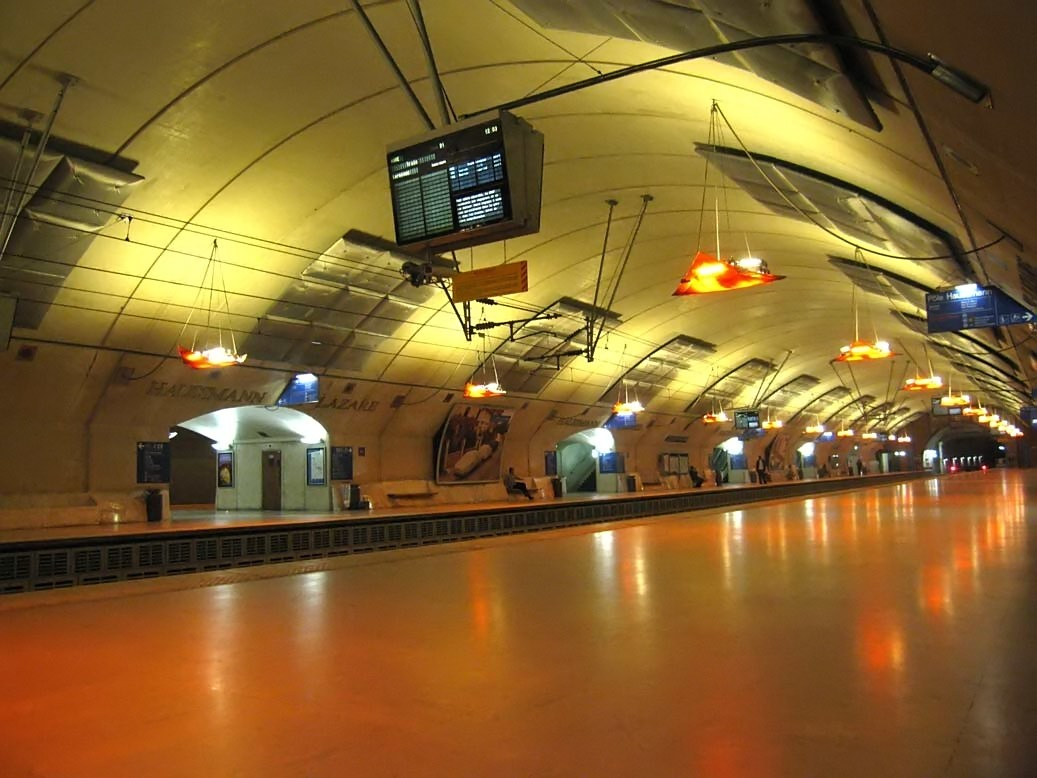
奥斯曼圣拉扎尔车站

- 以深層隧道從沙特雷-大堂向北延伸至巴黎北站，后和機場线（Ligne de Roissy）、平原-伊尔松线（Ligne La Plaine - Hirson） 南段南北互通；延伸段於1981年至1983年間完成,1987年线路完成全面的南北互通。

- 從北部通往東南部的於1987年开通北部路段第一部分，1990年完成北部路段（北站-奥瑞城, Orry-la-Ville - Coye），1995年东南路段被併入路网，线路以深層隧道連接沙特雷-大堂及里昂车站。前者早於興建時，已設有預留位，所以無需再為了進行大規模給建工程。但在北站和夏特雷之间与共用隧道却成為后来两条线路准点率低的主因。

- 於1999年開通，其目的主要是缓解客流负载过大的问题。线路以深層隧道連接圣拉扎尔车站及巴黎北站和巴黎東站之间的交通枢纽区，之後前往东部郊区。同年，剩餘的远郊路网亦被SNCF整合成名为「Transilien」的列车服务系统，主要用于没有RER覆盖的远郊地段。

## 线路现状
经过40多年的发展和不断的修改，RER网络已有5条线路，贯通巴黎各大火车站（除蒙帕纳斯车站外）。
| 线路 | 标示颜色 | 启用年份 | 车站总数 | 线路长度 | 平均站距 | 运营方     |
| ---- | -------- | -------- | -------- | -------- | -------- | ---------- |
| (A)  | 红色     | 1969年   | 46       | 109 公里 | 2,359 米 | RATP／SNCF |
| (B)  | 蓝色     | 1977年   | 47       | 80 公里  | 1,702 米 | RATP／SNCF |
| (C)  | 金黄色   | 1979年   | 84       | 186 公里 | 2,158 米 | SNCF       |
| (D)  | 绿色     | 1987年   | 59       | 197 公里 | 3,300 米 | SNCF       |
| (E)  | 紫色     | 1999年   | 21       | 52 公里  | 2,490 米 | SNCF       |

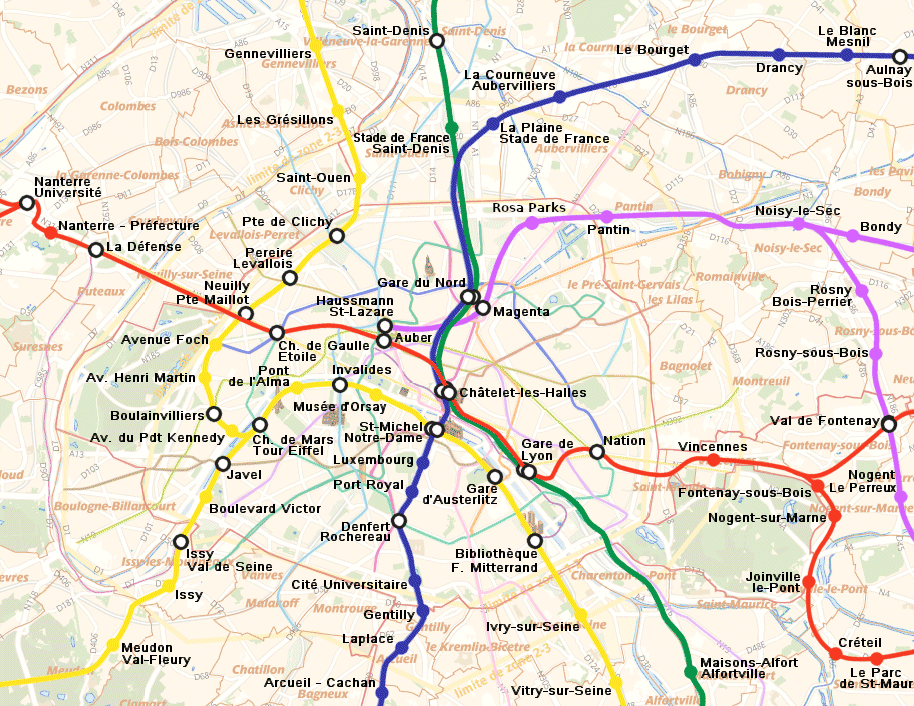
RER的中心路网

由于大区快铁的线路多为SNCF的旧有路网拨归而来，线路采用「左上右下」的走法和巴黎地铁恰好相反。另外，和的开通兼有缓解地铁過度饱和的效果，因而两者在市中心的线路走向分别和地铁1号线及4号线平行。

## 列車
大区快铁使用的列车种类繁多、型号不一，且使用年代相差久远。总体来讲可以分为三类：

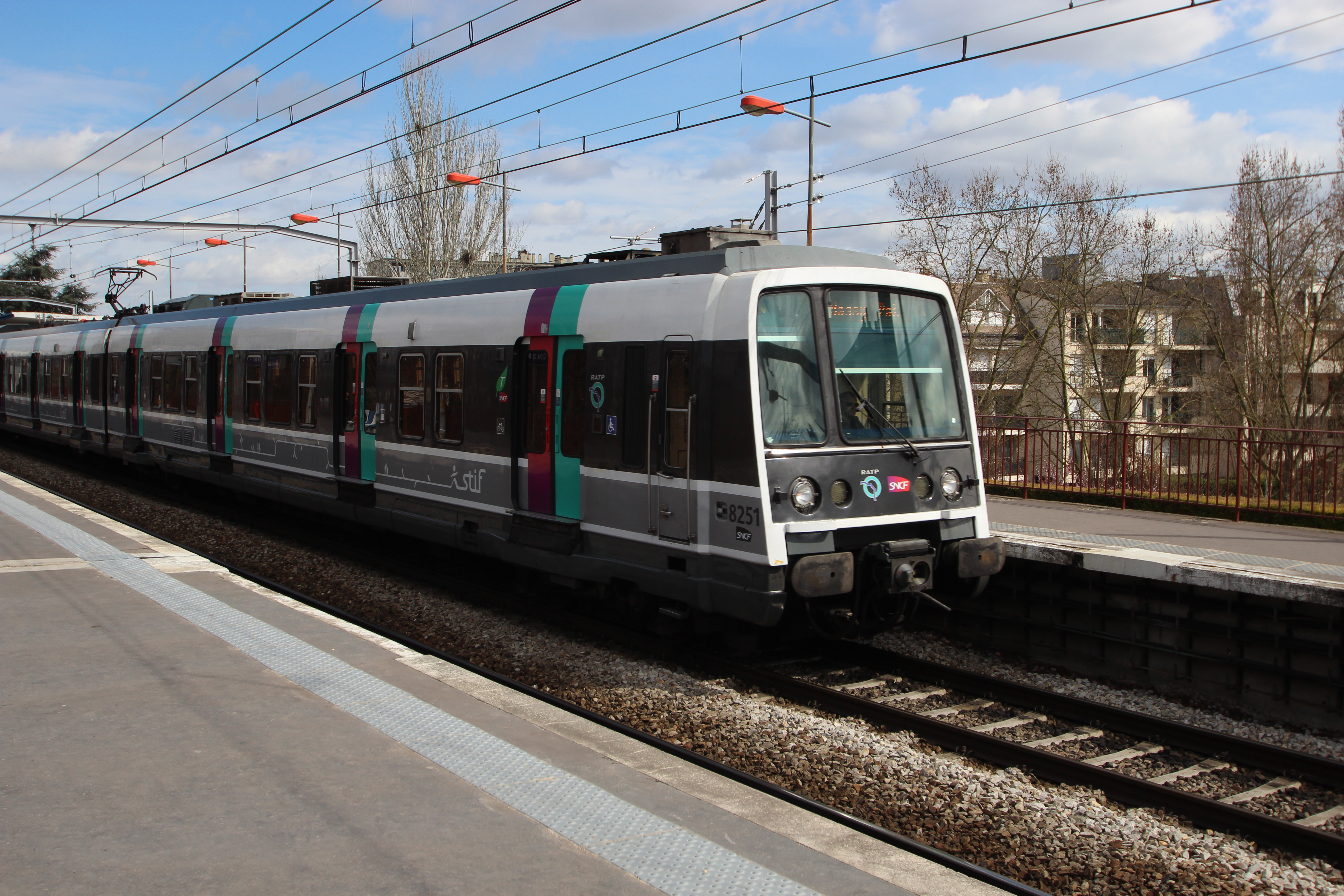
RATP单伏特制式单层列车MS 61（法语：MS 61），自1967年后投入运营，但仅在的RATP段使用，不能进入SNCF的路网。 此车年代最为久远，在2008年进行过大规模的翻新。但125辆列车中仅有101辆参加了此次翻新，其余24辆永久退役，全數列車已經於2016年4月正式退役。
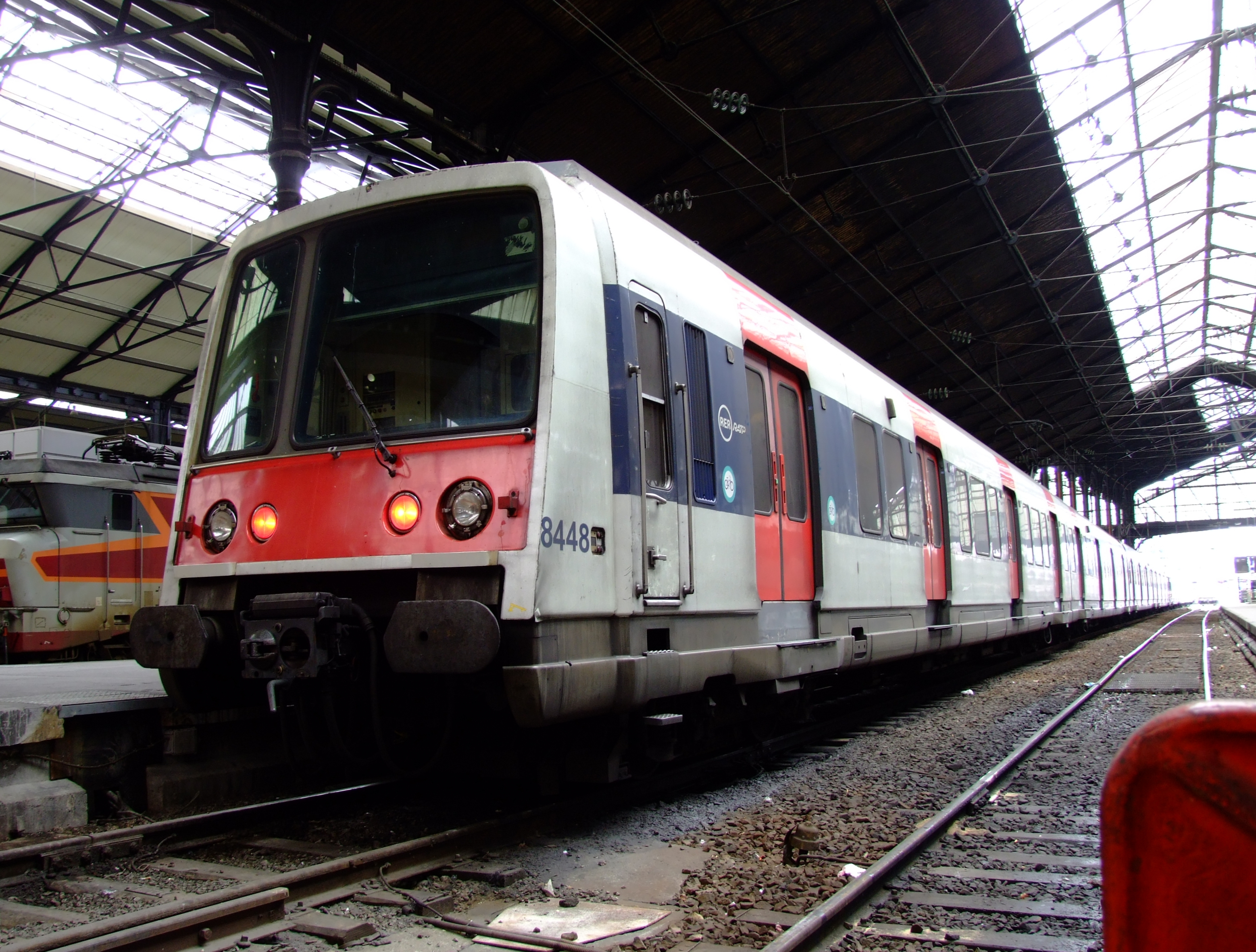
RATP和SNCF的双伏特制式单层列车MI 79（法语：Z 8100）、MI 84（法语：MI 84）和双层MI 2N（法语：Altéo），80年代中，和的固有列车无法用于RATP和SNCF的路网互通，这就导致了双伏特制式列车的投放，目前在和使用。MI 84主要在，MI 79在。 后来为了缓解的饱和状况，1996年后MI 2N双层列车投入使用。
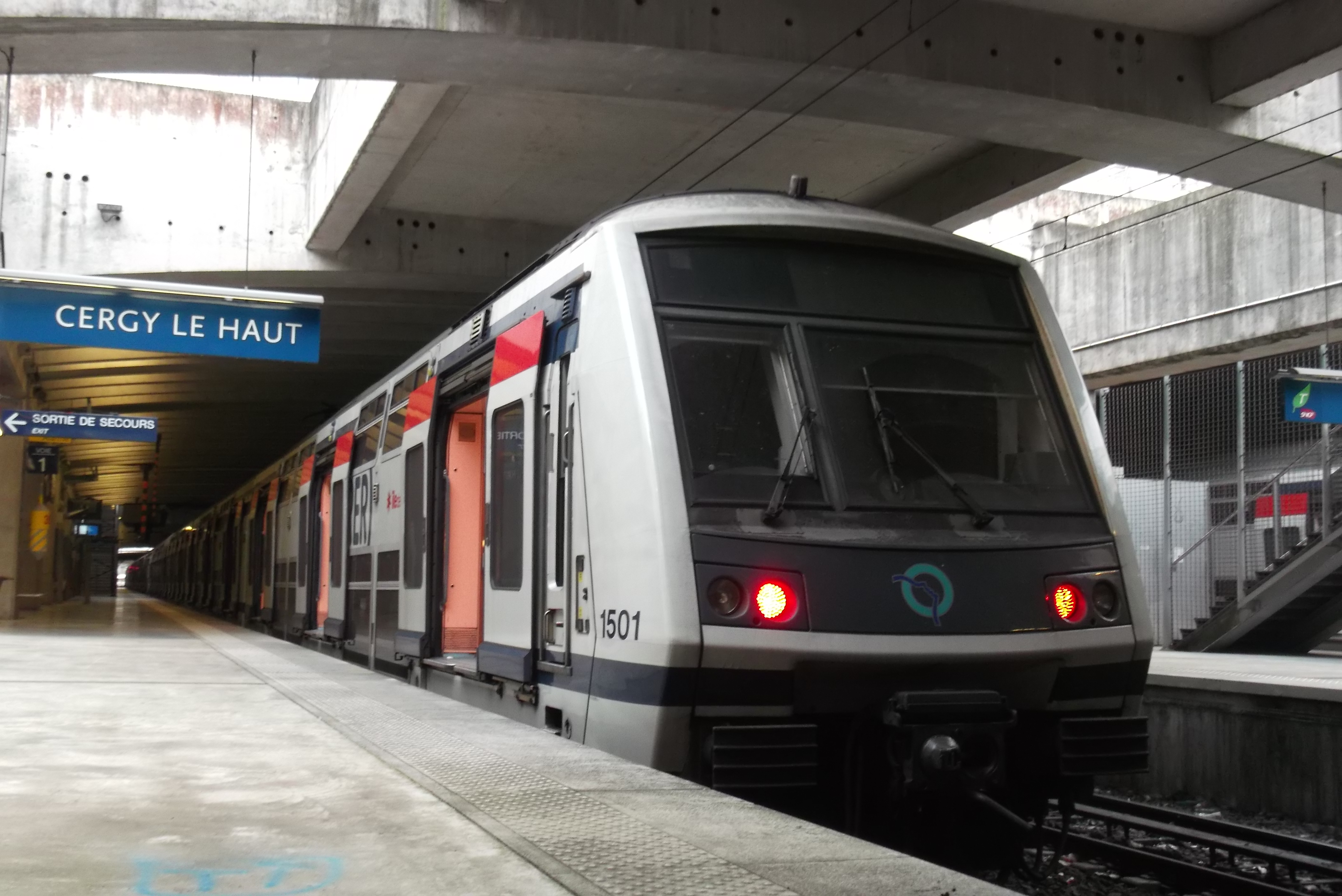
SNCF的专用列车。 最早和使用Z 5300（法语：Z 5300）单层列车（俗称小灰车），已于2003年停用此型号，亦於2015年停用此型号。1984年起,Z 5600（法语：Z 5600）双层列车投入和使用。 但由于不同的路网电路制式，又引进双伏特制式的Z 8800（法语：Z 8800）双层列车，而开通VMI之后，Z 8800即转给使用，而后引进更现代的Z 20500（法语：Z 20500）双层列车使用。 其升级版本Z 20900（法语：Z 20900）则是为填补淘汰Z 5300的空白而投放。Z 22500（法语：Z 22500），和MI 2N采用同种技术的列车，则投入使用。
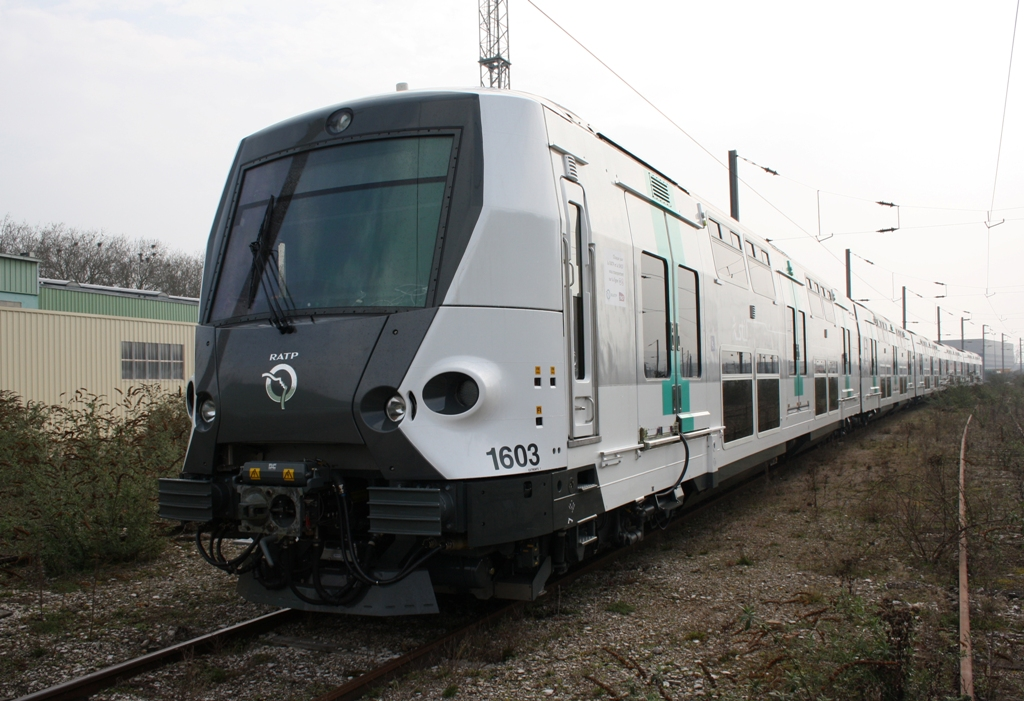
MI 09
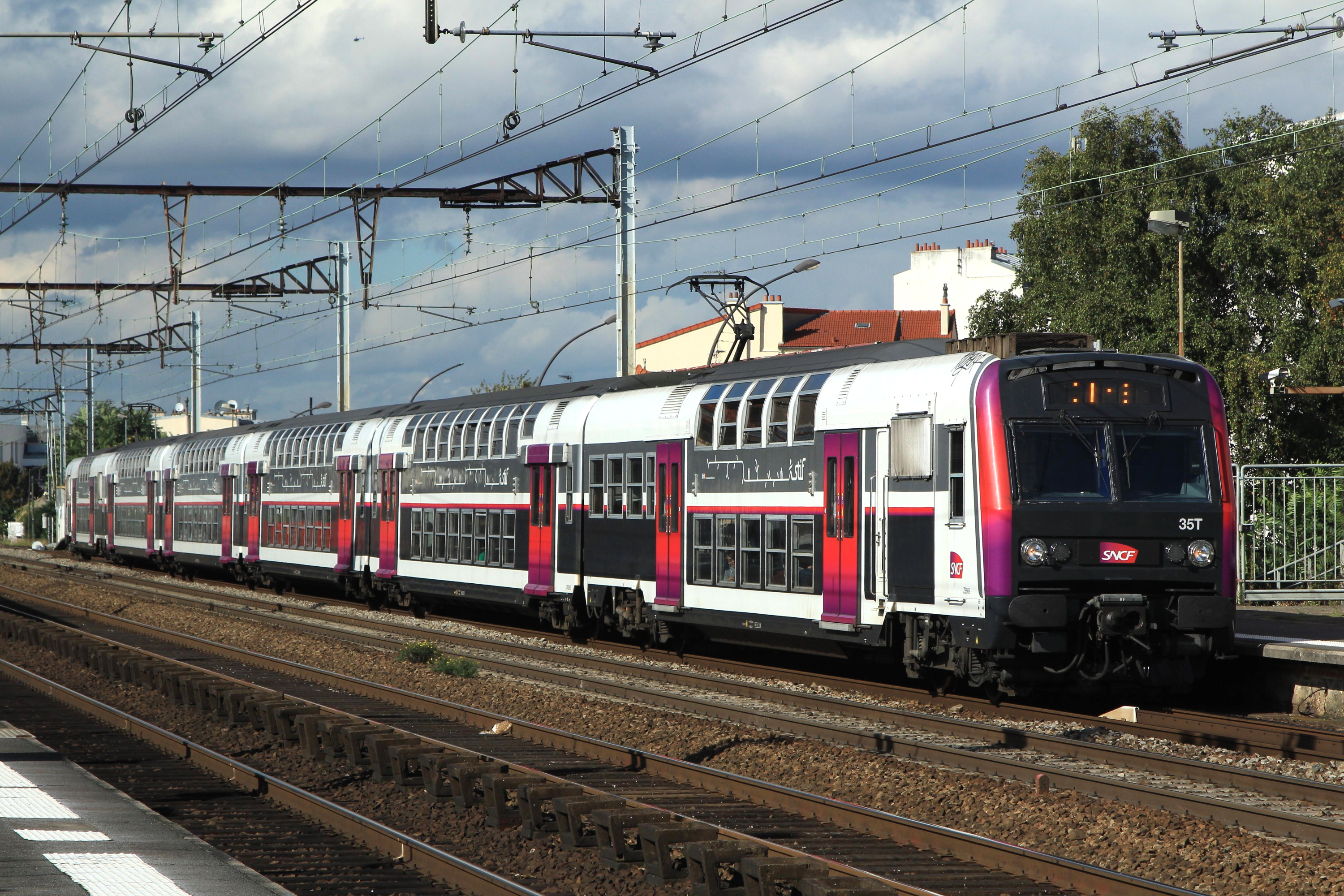
Z 5600
Z 8000
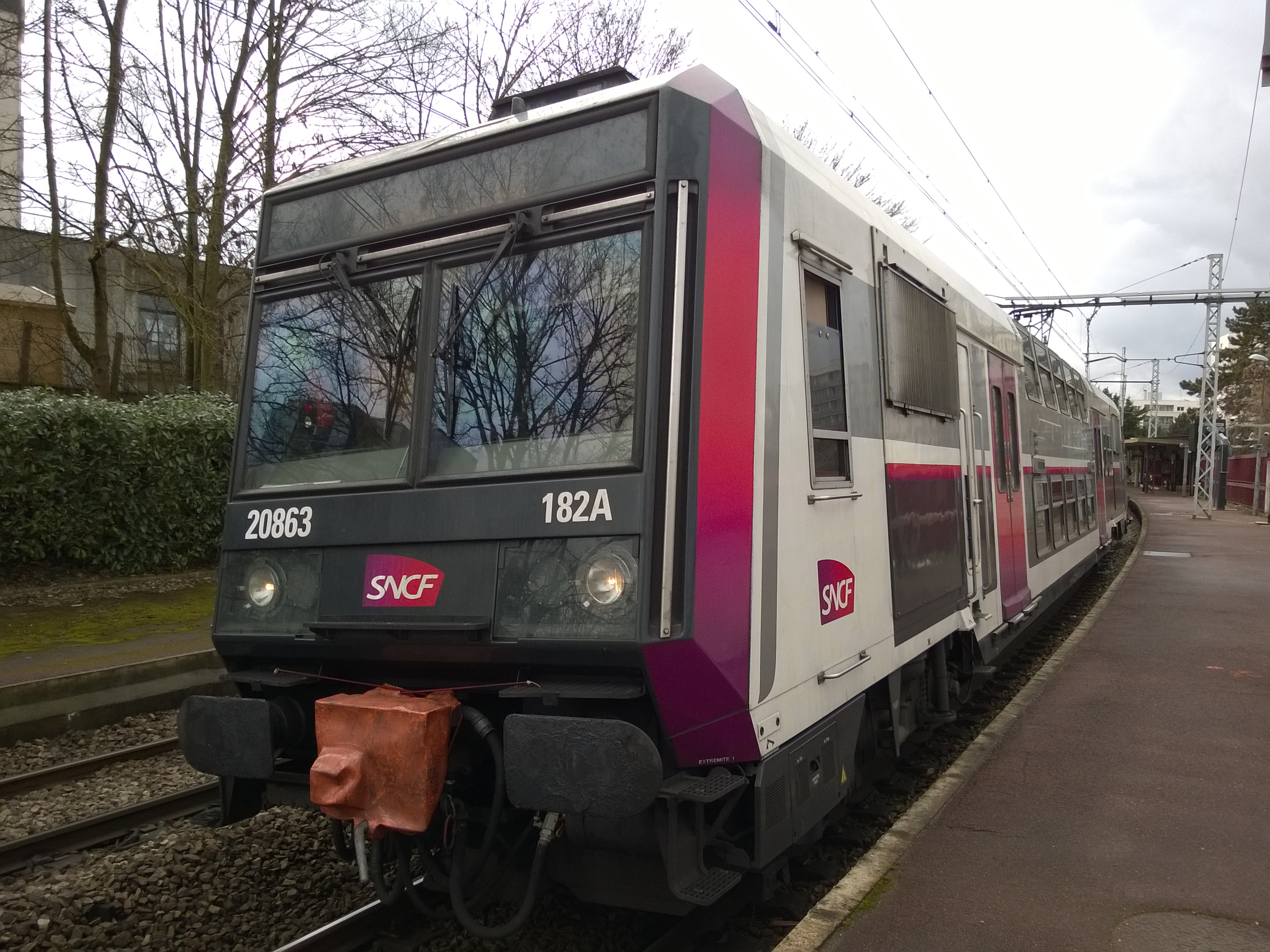
Z 20500
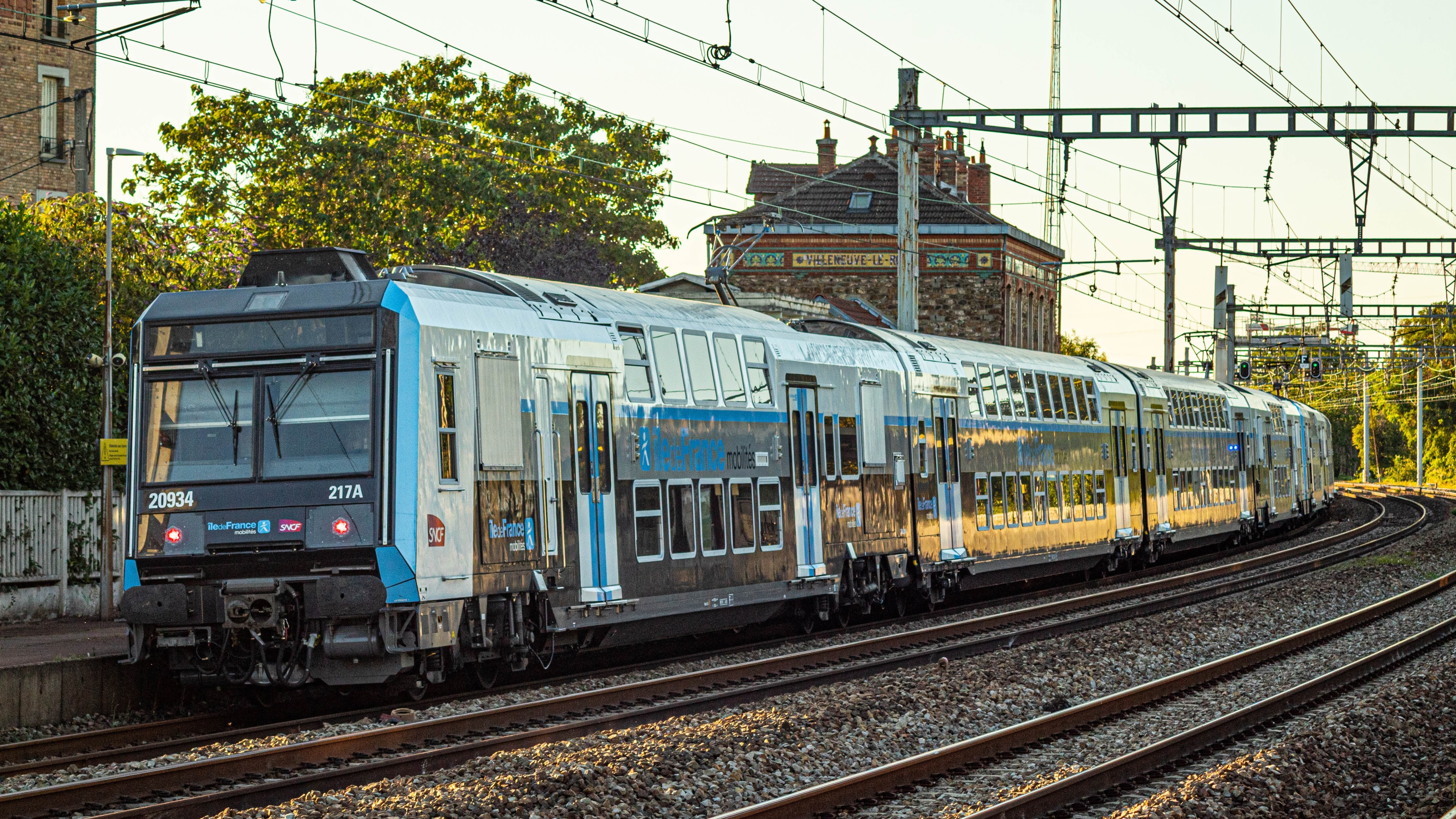
Z 20900
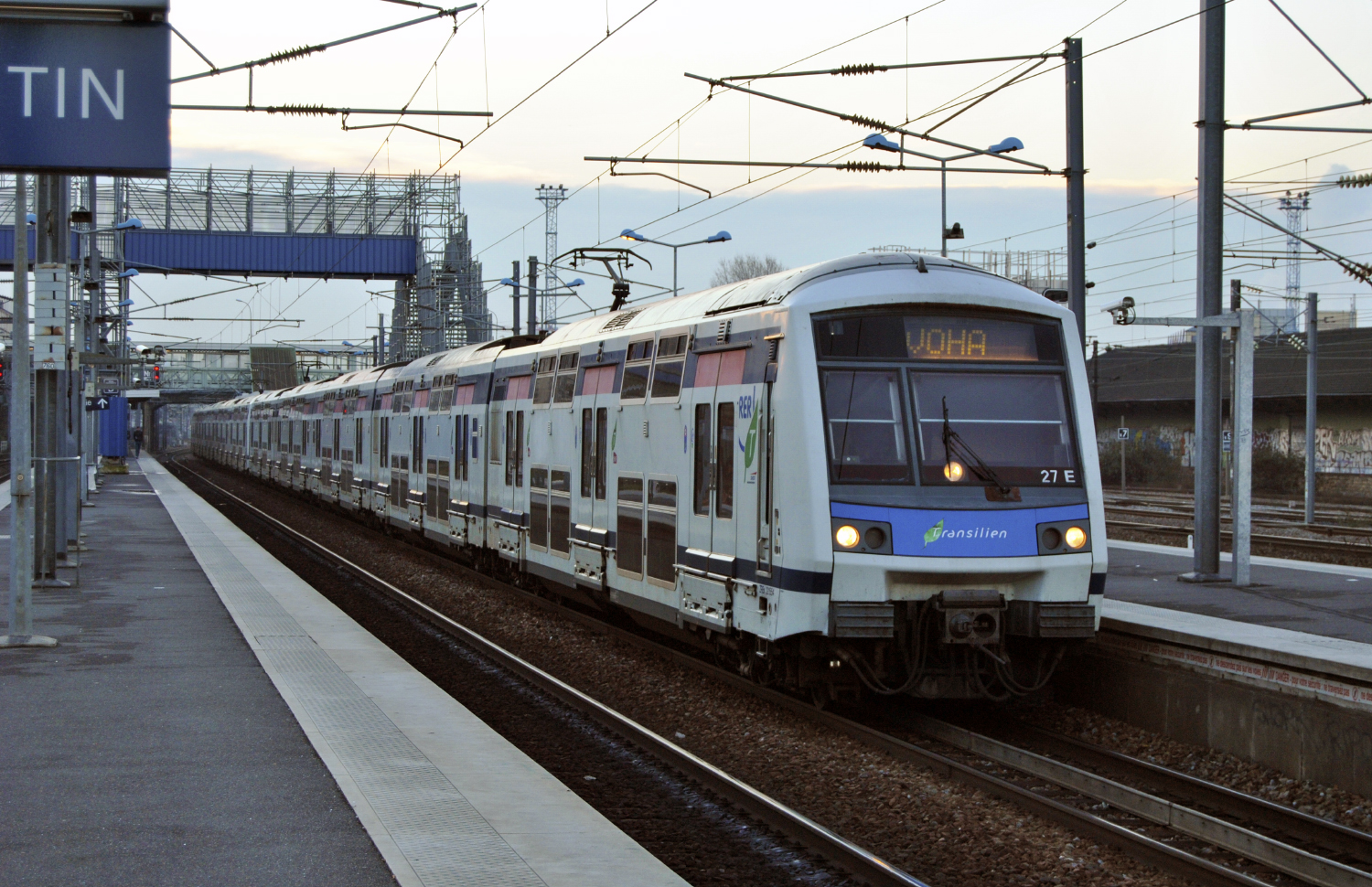
Z 22500
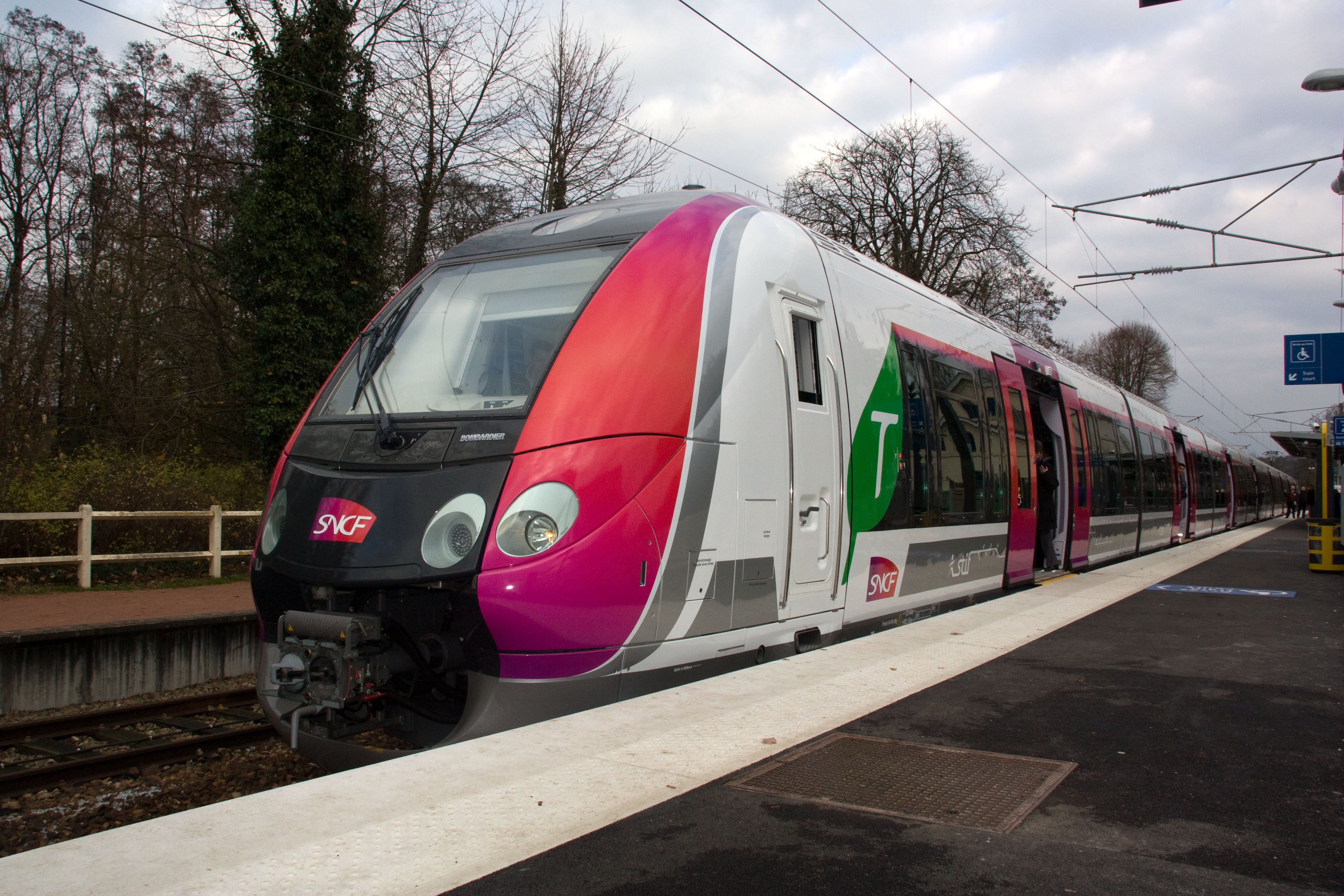
Z 50000
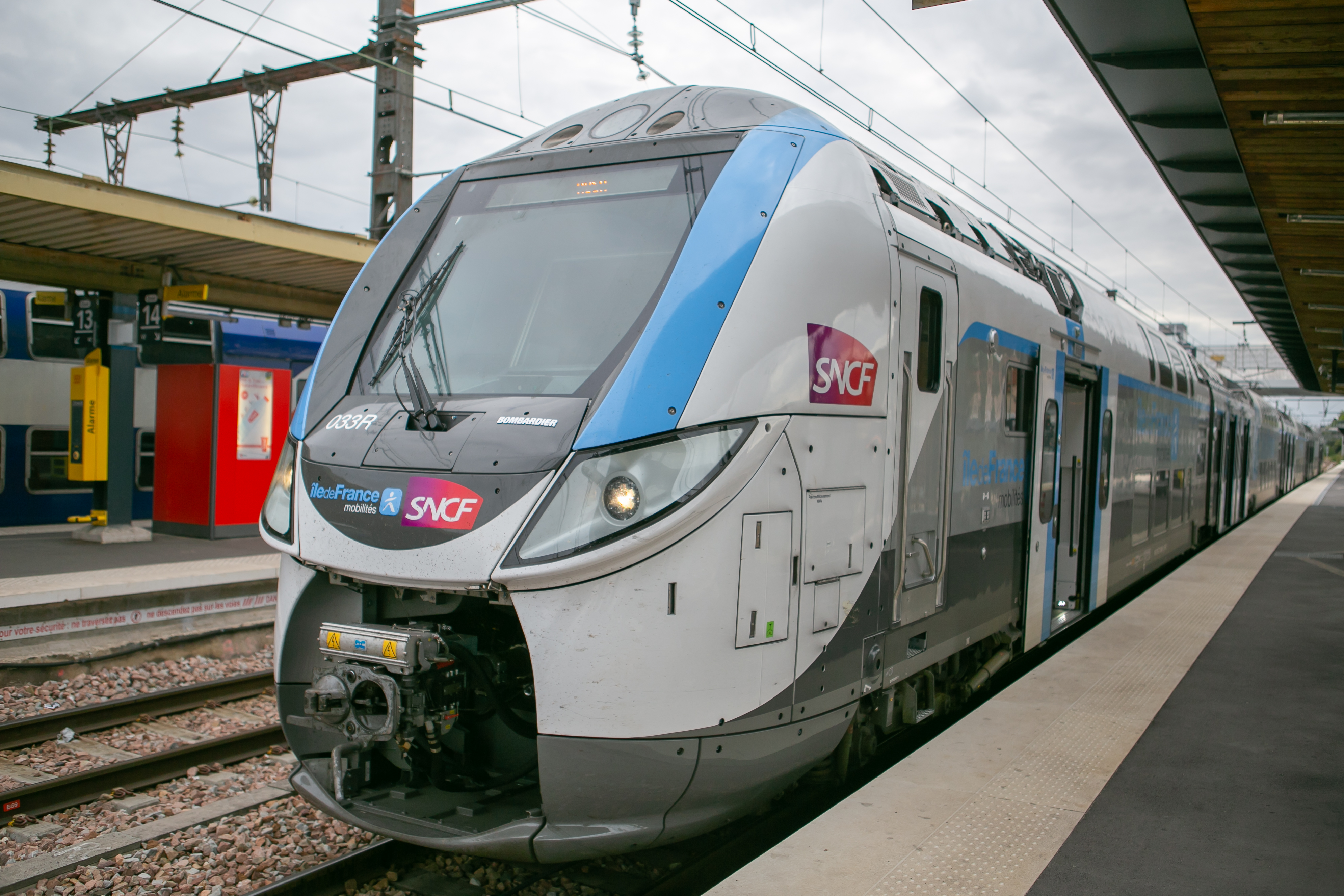
Z 57000

- MI 79（法语：Z 8100）
- MI 84（法语：MI 84）
- MI 2N（法语：MI 2N）
- MI 09（法语：MI 09）
- Z 5600（法语：Z 5600）
- Z 8000（法语：Z 8000）
- Z 20500（法语：X 20500）
- Z 20900（法语：Z 20900）
- Z 22500（法语：Z 22500）
- Z 50000（法语：Z 50000）
- Z 57000（法语：Regio 2N）

| 大区快铁使用车型 |                                                                         |
| 已停用           | Z 3400 ·Z 23000 ·MS 61 ·Z 5300                                          |
| 使用中           | Z 5600 ·MI 79 / MI 84 ·Z 8800 ·Z 20500 ·MI 2N / Z 22500 ·Z 20900 ·MI 09 |

## 车站
在郊区，大区快铁的车站多为地面或架空车站；在巴黎市内，车站多为地底车站，其中，（南部除外），和的车站深度较深，多位于地铁线路下层。 而的市区南部三个车站和车站均为地面车站或浅层地底车站。普通车站都至少设有两个侧式月台。在终点站、支線交汇点、区间车节点及转车站，則会採用岛式月台或混合式月台提供跨月台换乘。 
在SNCF管理的快铁路段，由于常和TGV、省际列车以及远郊车混跑，很多车站都有多个月台供使用。 这种情况在RATP管理的路段比较少见。
车站都设有自动售票机、咨询处及列车时刻表显示器，除极个别车站外，其余车站东西行段均在站台上设立「停靠站电子显示牌」。 部分车站设有残障人士设施和升降机，大型车站还设有Navigo充值卡的办理点。

## 營運

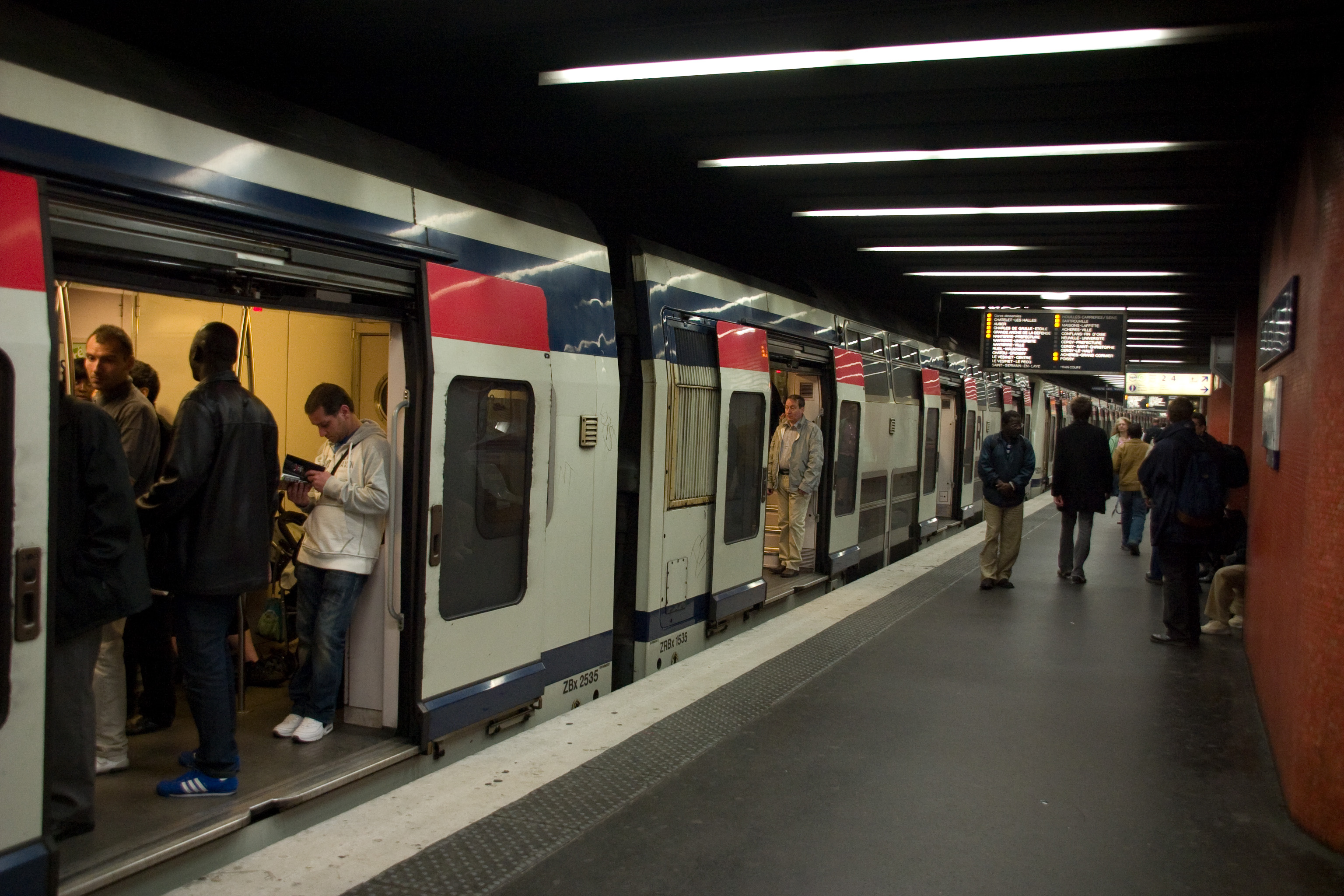
法国巴黎RER通勤列车

在一天当中，RER的服务从早晨5时至次日凌晨1时不间断运行，每日有上百班列车往返于各条RER线上，各班列车从RER的一个支線终点，或一个支線节点，或中心路段任意位置的节点出发，经过中心路段进入线路的的另一端，最终终止于另一个支線终点，或另一个支線节点，或中心路段另一任意位置。正常情况下，根据发车频率和停靠站数目不同分为高峰时段班次、工作日非高峰时段班次、节假日班次以及夜班车，工作日非高峰期和节假日，各班车的发车频率通常为10~15分钟，由于其特殊构造仅为30分钟一班，高峰时段，各班车的发车频率并未明显提高，但停靠站明显减少，并且增开多部区间车，即没有从一个支線终点前往另一个支線终点。一般来说，路程较长的班次将选择性的跳过中途的停靠站，以缩短通勤时间，而选择性停靠的车站常常是线路上的重要节点，支線交汇点，以及中心路段车站。这种方式在、和尤为明显。而远郊铁路Transilien亦采用类似的运作系统。夜班车由于时段缘故停靠站明显增加，并且发车频率降低到30分钟至1小时不等。
在新年夜或音乐节当晚，RER列车会通宵运行，这时列车将停靠线上的所有车站。若是遇到故障或事故，短时间无法恢复正常，则将会增开特殊班次的列车。若是遇到罢工或施工，列车服务将会以缩减模式运行，包括缩小服务范围，降低发车频率等。而每年7月至8月间，RER将使用夏季列车时刻表，发车频率有所缩减，并且班次与其它几个月有所区分。列车时刻表通常于每年12月中旬按平时的统计结果进行相应的调整。
RER每个班次的管理由一个编码系统执行，每条线路有各自独立的编码系统。该系统采用4个字母来指定一个对应班次，首字母代表该班次的终点站，第二个字母则代表停靠情况，后两个字母要么有更深层的含义，要么只是便于发音和区分早晚班而已，在RATP参与运营的和，字母后面还要外加两个数字，用于表示该班车在一天中出现的次序。

## 財政
建造RER的龐大工程所費不菲，單在1973年的財政預算内已為工程預留了20億法國法郎（相等於2005年的13億歐元）。為了補貼開支，當局以RER為某些公司帶來龐大的勞動市場為由，向它們徵收小量税款（versement transport）。這種集資方法後來亦被應用於國内其他交通基建項目内。
另外，當局就RER的財務狀況和集資方法，進行了出奇地少的公众資詢，而大部分方案都是在閉門會議中決定。憑著數個人的意志，尤其是大眾運輸公司總裁皮埃尔·吉罗德（Pierre Giraudet），計劃終於順利獲得撥款，而RATP和SNCF亦一直把開支控制在預算内。就RER通車後的表現來说，當初的支出也可算是用得其所。

## 使用状况
大区快铁所带来的社会经济效应是难以估量的，特别是东西轴向和南北轴向。自开通以来，使用人数不断攀升，其中在80年代中期就达到饱和，现今每小时就要运送5万名旅客。 而除了线路饱和之外，还存在与共用隧道所致的誤點。尽管如此，相对于同样遭受饱和困扰、并且因此运行缓慢的巴黎地铁，RER的经济性便不言而喻。

## 未來發展

### E线西延段计划
开通的目的就是为了缓解的过饱和状态，但目前只开通了东部部分，目前西延段具体路径正在研究中，有两个方案供选择: 要么通过一条短隧道连接地下终点和固有的地面路网，要么开凿一条10公里长的新隧道经讷伊马约门（Neuilly - Porte Maillot） 前往拉德芳斯。
目前，采用后一种方案看起来已成定局，土木工程预计在2013年展开，预计至2017年投入使用。之后，当局将着手研究线路东延至莫城（Meaux） 的计划。

### 夏特雷-北站隧道问题
沙特雷-大堂站和巴黎北站之间3公里长的隧道目前为和共用，在高峰期，一小时内有20班列车和12班列车通过，几乎达到该隧道的最大负载（每小时36班），并且一直增加着这两条线路的誤點率。
有关新修一条隧道的方案正在计划中，预计要投入5亿欧元。

### F线的可行性探讨
1965年的方案中曾提到在圣拉扎尔车站和蒙帕纳斯车站之间修建大区快铁作为南北主轴，但后来基于两个主要原因方案被搁置：其一，经过对客流走向的研究表明，利用现时的路径修建南北主轴更能满足通勤族的需要；其二，当时的地铁13号线（现时的13号线北段） 和地铁14号线（现时的13号线南段） 正在筹划合併，地铁与RER线路重叠。
2005年，13号线同样遭到了饱和的困扰。于是「F线」计划再度引起人们的关注。
F线计划最初被定于连接圣拉扎尔路网和蒙帕纳斯路网，北边到达阿让特伊（Argenteuil），西南边到达朗布依埃（Rambouillet），中间在荣军院新修一个转乘站。但亦有人提议将在圣拉扎尔折向南边，和计划中的F线路网合并，变成东北-西南走向也未尝不可。
不过到目前为止，F线的工程计划尚无任何進展。

## 他國系統對比
由於法兰西岛大区快铁與其他國家的通勤鐵路（例如德國、奧地利和瑞士的S-Bahn，和澳大利亚的悉尼城市铁路与墨尔本轨道交通）皆對市區外圍提供通勤服務，並且途徑市中心多個車站，所以這些鐵路系統經常被拿來作比較。此外，布魯塞爾興建中的區域鐵路系統亦定名為「RER」；而德語中的「S-Bahn」與法語中的「RER」皆指同一類型的鐵路系統。英國倫敦首都圈橫貫鐵路（伊丽莎白线）和韩国首都圈广域快速列车（GTX）在性質上亦與RER類似。
話雖如此，巴黎的RER仍有兩個鮮見於其他通勤鐵路系統的特色：
- 每條RER線皆擁有獨立的軌道和站台，而不會跟其他（包括RER在内）的鐵路綫共用同一組軌道或站台（除了和介乎巴黎北站與沙特雷-大堂站之間共同運行外）；

- 此外，RER主要覆蓋巴黎市區及少量衛星城鎮；除了线的南部支线与东南部路段外，RER極少伸延至极远郊地段。相對來説，其他地區的通勤鐵路覆蓋的鄉郊範圍比較廣。